# ضرائب استهلاك الموارد العامة
ضرائب استهلاك الموارد العامة هي نوع من الضرائب للمساعدة في ضمان استدامة المدى الطويل للحياة من خلال جعل الناس أكثر وعيا باستهلاك الموارد الطبيعية مثل المياه والأرض وأشجار الغابات وغيرها.

## المياة الدولية
المفهوم الشائع للمياه الدولية: هو عدم وجود مالك لها، بحيث يمكن لأي شخص الاستفادة منها.
يقترح البعض أن المياه الدولية بدلا أن ينظر إليها على أنها مملوكة من قبل جميع سكان هذا الكوكب، أن يخضع أي شخص يحاول استغلال الموارد الطبيعية من المياه للضريبة الدولية من قبل الأمم المتحدة، أو إحدى الوكالات الدولية الأخرى.

## سيادة الأراضي
في الوقت الحاضر، قوانين الملكية في الولايات المتحدة تحكم هذه المسألة.
الموارد الطبيعية منضمة إلى الأرض والموارد الطبيعية تعتبر مملوكة من قبل الدولة.
وبصفة عامة، لا يوجد أي ضريبة على استهلاك الموارد الطبيعية. لأنه قد يكون من الصعب تنفيذ مثل هذه الضريبة.
في الصين، تمتلك الدولة معظم الموارد الطبيعية، لذلك تم تنفيذ ضرائب استهلاك الموارد الطبيعية في عام 1984.

## نظام استئصال جذور الأشجار
استئصال جذور الأشجار هو قطع جذور الأشجار، حيث يوجد رسوم على من يحاول استئصال جذور الأشجار لأنها تعتبر من الموارد الطبيعية، كما تعتبر أيضا نوعاً من الضرائب على استهلاك الموارد الطبيعية.